# 虹、結
『虹、結』（にじ、ゆい）は、2024年公開の日本映画。
2024年11月29日からイオンエンターテイメント系列先行で一般劇場公開。
本作は、『風が通り抜ける道』のスピンオフ作品となり、『風が通り抜ける道』本編内で、監督/脚本の田中壱征が、人物設定に入れた一人に、沖縄に移住して恩納村で働く月皐（つきさつき）がいる。その月皐にスポットを当てたスピンオフ作品「虹、結」を、田中壱征総指揮の元、『風が通り抜ける道』で助監督を勤めた大原誠弍が、脚本/監督を手がけた作品である。

## 概要
大阪出身の月皐（つきさつき）が、沖縄のカフェで働く事になる経緯を描いた作品。
見えない場所からも想ってる人が沢山いる事を「虹」、助け合い・想いやりの精神を沖縄の文化であるゆいまーるから「結」とし、「虹、結」と題して作成した。
舞台は東京、静岡、愛知、滋賀、大阪、兵庫、沖縄の7都市であり、それぞれ所縁の俳優を起用して撮影を行う。一部に、皐が出演する「風が通り抜ける道」と同じシーンが存在するが、皐を主体とした編集を行っており、双方を見て楽しめる仕掛けになっている。

## あらすじ
自分の意見を伝えるたびに家族が壊れていく事に耐えられなくなった皐（さつき）は、大阪の実家を離れ、東京で働いていた。周りの意見に従うだけの生き方に、世間の風は冷たく吹き付けた。
自分にも、周りの言葉にも閉塞的になる皐。偶然、沖縄人と結婚した幼馴染と再会すると、ぬくもりを求める様に沖縄へ旅立つ。一人で過ごすだけの皐は、海の先を見続けた。
移住者たちに紹介されたウチナーのおばあが、皐の魂に問いかける。「好きだから、怖いんでしょ？」
勇気と想いを胸に、皐は大阪へ戻った。

## キャスト
- 月家
  - 髙木七海：月皐（さつき）- 本作の主人公。 東京で働く大阪出身者。その後、沖縄で働くことを決める。
  - 海道力也[5] ：月幸蔵 - 本作のもう一人の主人公。 皐を厳しく育てた事が原因で、皐の心が離れた事に悩む。
  - 中野良美：月美里 - 幸蔵の後妻。

- 東京編
  - 春風亭昇太[1]：勝村正彦 - 皐の務める会社の課長
  - 鈴木タカラ：鳥山茜 - 主任
  - 森由佳[6]：近藤もえ - 同僚
  - 小槙まこ[7]：大迫遥 - 同僚
  - 高橋しろう[7]：池畑隆二 - 上司
  - 藍星良：町田愛梨 - 後輩。アイドル活動中
  - 藤田あずさ：川村晶子 - 後輩
  - 木嶋愛理奈：山内万里 - 受付嬢
  - 藤島源寛：磯田毅 - 総務部長
  - 熊野仁[7]：峰岸洋平 - 総務課長

- 静岡編
  - 市山貴章[7]：霧島幸之助 - 政治家
  - 米﨑亮[8] ：霧島武流（たける） - 幸之助の息子

- 大阪編
  - 佐々木綾香[7]：新垣香澄 - 皐の幼馴染
  - 福地清[7]：新垣将司 - 香澄の旦那。大正区出身の沖縄人
  - 森本くるみ：新垣幸子 - 香澄の娘
  - 茅原衣里：内藤貴美子 - 皐の高校の同級生
  - 谷利沙紀：貫井杏子 - 皐の高校の同級生
  - 雨音テン：藤美紀 - 皐の高校の同級生
  - 伊藤兼氏朗：内藤大地 - 貴美子の兄
  - けーすけ：金城信吾 - 月家の近所のおじさん
  - 島田愛梨珠[9]：思春期の皐（さつき）
  - 尻無濱洋一：じいじ - 皐の母方の祖父
  - 西村トシコ[10]：ばあば - 皐の母方の祖母

- 彦根編
  - 田坪華漣：幼少期の皐（さつき）
  - ひこにゃん（彦根市キャラクター）：ひこにゃん
  - 和田裕行（彦根市長）：和田和利 - 彦根城の受付係
  - 北川元気（彦根市議会議員）：表宗久 - 彦根城の案内係

- 沖縄編
  - 仲田幸子：おばあ - 忠雄の祖母。戦争経験者
  - 仲田まさえ：おばあの娘  - 忠雄の妹
  - ひーぷー[7]：上原亮太 - カフェ店長
  - TOMOKI[7]：宮城勝男 - カフェ店員
  - 光永光[7]：真栄田剛典 - カフェ客
  - 岸本尚泰[7]：島袋忠雄 - 金武町在住の移住者
  - 犬養憲子[7]：島袋明子 - 金武町在住の移住者
  - 藤川学：宿屋マスター - 佐渡島出身の沖縄県移住者
  - 藤川光代：宿屋女将 - 京都出身の沖縄県移住者

- 映画｢風が通り抜ける道｣出演者
  - 比嘉梨乃 - アーティスト・大城光(声のみ)
  - SHINOBU (DA PUMP) - 居酒屋の店長・仁
  - 泉裕 - 元戦場カメラマン・上原貞夫
  - 新里哲也 - ラジオパーソナリティー
  - 村上隆文 - 居酒屋店長・高山
  - 佐藤絵里佳 - 店長夫人・高山慶子
  - 山田順子 -

## スタッフ
- 監督・脚本・編集 – 大原誠弍
- 脚本（風が通り抜ける道シーン）-田中壱征
- 製作指揮 – 田中壱征
- 撮影・照明 – 田宮健彦、三笠大地[7]
- 撮影・照明 - 野田雅之（映画「風が通り抜ける道」本編撮影）
- 録音 – 足立真輝、大坪雅幸、河内晴大
- ヘアメイク - 高橋由香利、冨田允貞、新垣文望
- キャスティング協力 - 普天間伊織
- 整音 - 出口藍子、大水玲奈
- 音楽提供 - Shifo[11]
- タイトル - 若井佳奈子
- 制作 - 山田順子、中野良美
- 特別支援 - 認定NPO法人日本レスキュー協会　伊藤裕成
- 後援 - 南城市、金武町
- 支援 - 彦根市
- 協力 - 日本映像文化振興協会 光永勇、一般社団法人日本さくら平和財団 山上和男、大阪沖縄県人会連合会[7]、一般財団法人大阪沖縄協会、静岡・沖縄県人会、愛知沖縄県人会連合会、京都沖縄県人会[7]、奈良沖縄県人会、横浜・鶴見沖縄県人会
- スペシャルサンクス –丈
- 製作 - 株式会社CREATE-Links、株式会社FEEL PICTURES
- 配給 – 株式会社FEEL PICTURES

## 主題歌・挿入歌
主題歌
「果てない未来」 唄：HAnNAH、作曲：佐藤政志／作詞：櫁谷あかり
挿入歌
「灯り」 唄：田中龍志、作曲：光永亮太／作詞：田中龍志
「あなたには守ったものがある」唄：Shifo、作詞：康珍化　作曲：都志見隆　
「オキナワのともだち」唄：Shifo、作詞：康珍化　作曲：都志見隆　　
「Can be anything!」唄：Can☆dols、作詞：藍星良　作曲：白土とおる　